# Yoshiaki Kawashima
Yoshiaki Kawashima (jap. 川島 義明, Kawashima Yoshiaki; * 10. Mai 1934) ist ein ehemaliger japanischer Marathonläufer.
1955 wurde er Dritter und 1956 Zweiter beim Yomiuri Zenkoku Marathon in 2:31:29 h bzw. 2:32:35 h. Beim Mainichi Marathon 1956 siegte er in 2:27:45 h und wurde daraufhin für die Olympischen Spiele in Melbourne nominiert, bei denen er in 2:29:19 h Fünfter wurde.
1957 wurde er beim Asahi International Marathon Dritter mit seiner persönlichen Bestzeit von 2:23:09 h. 1961 gewann er den Hokkai Times Marathon.